# Boljoon
Boljoon (also spelled Boljo-on) là một đô thị hạng 5 ở tỉnh Cebu, Philippines. Theo điều tra dân số năm 2007, đô thị này có dân số 14.877 người.
Boljoon có diện tích 111,2 km². Đô thị này giáp Alcoy về phía bắc, Oslob về phía nam, Malabuyoc về phía tây và eo biển Bohol về phía đông.

## Các đơn vị dân cư
Boljoon được chia thành các đơn vị hành chính gồm 11 khu dân cư (khu phố) (barangay). Sáu trong các barangay là khu vực duyên hải.
- Poblacion
- El Pardo
- Baclayan
- Arbor
- Granada
- South Granada
- Lower Becerril
- Upper Becerril
- San Antonio
- Lunop
- Nangka